# Ефрем (епископ Ростовский)

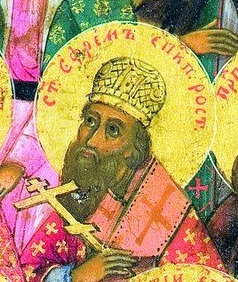
Свт. Ефрем, еп. Ростовский. Фрагмент иконы "Собор Ростовских чудотворцев" 1838 г. Храм Толгской иконы Божией Матери в Ростове.

Епи́скоп Ефре́м (XI—XII века) — епископ Русской церкви, Ростовский и Суздальский.
О жизни и деятельности преосвященного Ефрема сведений сохранилось очень мало. На пост архипастырского служения он призван в 1090 году из числа подвижников Киево-Печерской лавры.
В позднейших списках ростовских владык XV—XVI века Ефрем занимает место между Исаией († после августа 1089) и Нестором (поставлен ранее сентября 1148). Показательно, что епископ Владимиро-Суздальский Симон в послании к печерскому постриженнику Поликарпу именует Ефрема суздальским епископом, притом, что его предшественники Леонтий и Исаия названы там же Ростовскими.
По всей вероятности, именно Ефрем упоминается в тех летописных известиях, которые сообщают о церковном строительстве в Суздале в 1090-е годы. Так, «блаженымь епископомь Ефремом» совместно с князем Владимиром Всеволодовичем Мономахом была построена соборная суздальская церковь Пресвятой Богородицы.
В те же годы (до 1096 года) Ефрем передаёт села суздальскому Дмитриевскому монастырю, основанному, вероятно, им самим как подворье Киево-Печерского монастыря в Суздале («…двор манастырьскыи Печерьскаго манастыря и церкы яже тамо есть Святаго Дмитрея, юже бе дал Ефрем и с селы»).
Возможно также, что именно Ефрем был тем не названным по имени епископом, который в декабре 1096-го — январе 1097 года находился вместе с князем Олегом Святославичем Черниговским в Муроме, куда Олег отступил из сожжённого им Суздаля, и о котором упоминает Владимир Мономах в письме Олегу, предлагая тому прислать «сол (посла) свои или [е]пископа» с миром.
Как долго Ефрем занимал Суздальскую кафедру, неизвестно. В церковной историографии в качестве года его кончины называются различные даты: от 1112 до 1147 года.
Есть сведения о церковном почитании святителя Ефрема, епископа Ростовского и Суздальского; он упоминается в ряде списков русских святых, составленных в XIX—XX веков. Однако церковной канонизации его не произошло; в современном Православном церковном календаре имя Ефрема, епископа Суздальского, не значится.